# Tessier (entreprise)
 (septembre 2023).
Pour les articles homonymes, voir Tessier.
L'entreprise Tessier, fondée en 1995 à Saint-Sorlin-d'Arves en Savoie, est une société française spécialisée dans la conception, la fabrication et la commercialisation de matériel handisport. Elle est distribuée à travers le monde.

## Historique

### Débuts de l'entreprise à Saint-Sorlin-d'Arves: années 1990
- En 1987, après une formation de technicien et une expérience dans divers domaines de l’industrie, Pierre Tessier s'installe dans la station de montagne de Saint-Sorlin-d'Arves en Savoie où il travaille auprès de personnes handicapées. Il rencontre des personnes de l'Association des Paralysés de France (IEM d'Hérouville-Saint-Clair dans le Calvados) qui mettent au point un fauteuil-ski. Pierre Tessier s'associe à leur projet pour faire évoluer le matériel et la formation à la conduite de ce nouvel appareil, le fauteuil ski articulé (FSA).

- 1995 : Après avoir inventé un nouveau système permettant au Tandemski (anciennement Fauteuil Ski Articulé) d'utiliser les télésièges, Pierre Tessier crée son entreprise artisanale pour fabriquer et commercialiser ce dernier.
- 1996 : L'entreprise Tessier conçoit et réalise le Dualski, un concept à 2 skis pour les personnes paralysées des membres inférieurs, puis crée son modèle d’Uniski.

### Saint-Jean-de-Maurienne: les années 2000
- 1999 : La grange aménagée de Saint-Sorlin-d'Arves ne suffisant plus, l'entreprise déménage à Saint-Jean-de-Maurienne.
- 2000 : Dépôt d'un brevet concernant un système de prise de télésiège[1].

- 2001 : L’entreprise créée le Vertical Flex Concept (VFC) en Dualski et Uniski.

- 2005 : Commercialisation d'un Kartski.

### Saint-Rémy-de-Maurienne: 2006-2018
- 2006 : Les deux petits ateliers de Saint-Jean-de-Maurienne ne suffisent plus, déménagement dans un nouveau bâtiment à Saint-Rémy-de-Maurienne.

- 2007 : Tessier renforce ses activités de formation.

- 2008 : Après 3 ans de recherches, l'entreprise lance le Scarver : un châssis pour la performance qui se verra remplacer l'ancien VFC de 2001. Le Scarver remporte de nombreux podiums internationaux[2] (Jeux Paralympiques, Championnats du Monde, Coupe du Monde, Coupe d'Europe…), une victoire aux X-Games et de nombreux exploit en Freeride.
- 2009 : Commercialisation du Cimgo, fauteuil tandem tout terrain. Tessier commercialise également le Scarver Dualski.

- 2012 : Sortie du Tandem'Flex : un fauteuil ski équipé d'un amortisseur développé avec l'entreprise Öhlins. L'entreprise est lauréat du concours Artinov[3], concours régional de l'innovation artisanale.
- 2013 : L'amortisseur du produit de compétition est développé spécifiquement en collaboration avec Öhlins et l'équipe de France de ski assis[4]. Ce travail a également bénéficié à la gamme loisir.

- 2014 : Sortie du châssis Tempo. La même année, le 1000e châssis de Dualski est vendu[5].
- 2015 : Sortie du Snow'Kart, une version améliorée du Kartski qu'il viendra remplacer.
- 2016 : Lancement du Swaik, un châssis pour la pratique du wakeboard adapté.
- 2018 : Commercialisation du Tempo Access. La même année, Tessier sort un nouveau modèle de stabilisateur, les Tracer.

### Alpespace: depuis 2019
- 2019 : Commercialisation de l'Eskaip, une luge de fond qui s'adapte aux différentes morphologies et handicaps. Déménagement de l'entreprise[6] dans le parc Alpespace à Sainte-Hélène-du-Lac en Savoie. Sélection de l'entreprise pour représenter la Savoie à "La Grande Exposition du Fabriqué en France" à l'Elysée[7].

- 2022 : Commercialisation du Trialp, un fauteuil tout-terrain électrique[8].
- 2023 : L'entreprise est lauréat du concours départemental Artinov[9] et remporte le prix de l'innovation sociale ou sociétale[10]. Elle va se qualifier pour le concours régional organisé par la Chambre des Métiers et de l'Artisanat Auvergne-Rhône-Alpes qu'elle va également remporter dans la même catégorie[11].
- 2024: Participation au sommet international Choose France où 10 entreprises Françaises ont été sélectionnées pour mettre en lumière leur savoir-faire en lien avec les Jeux Olympiques et Paralympiques[12],[13] .